# Militärgeschichtliches Museum der Artillerie, des Ingenieurwesens und der Nachrichtentechnik

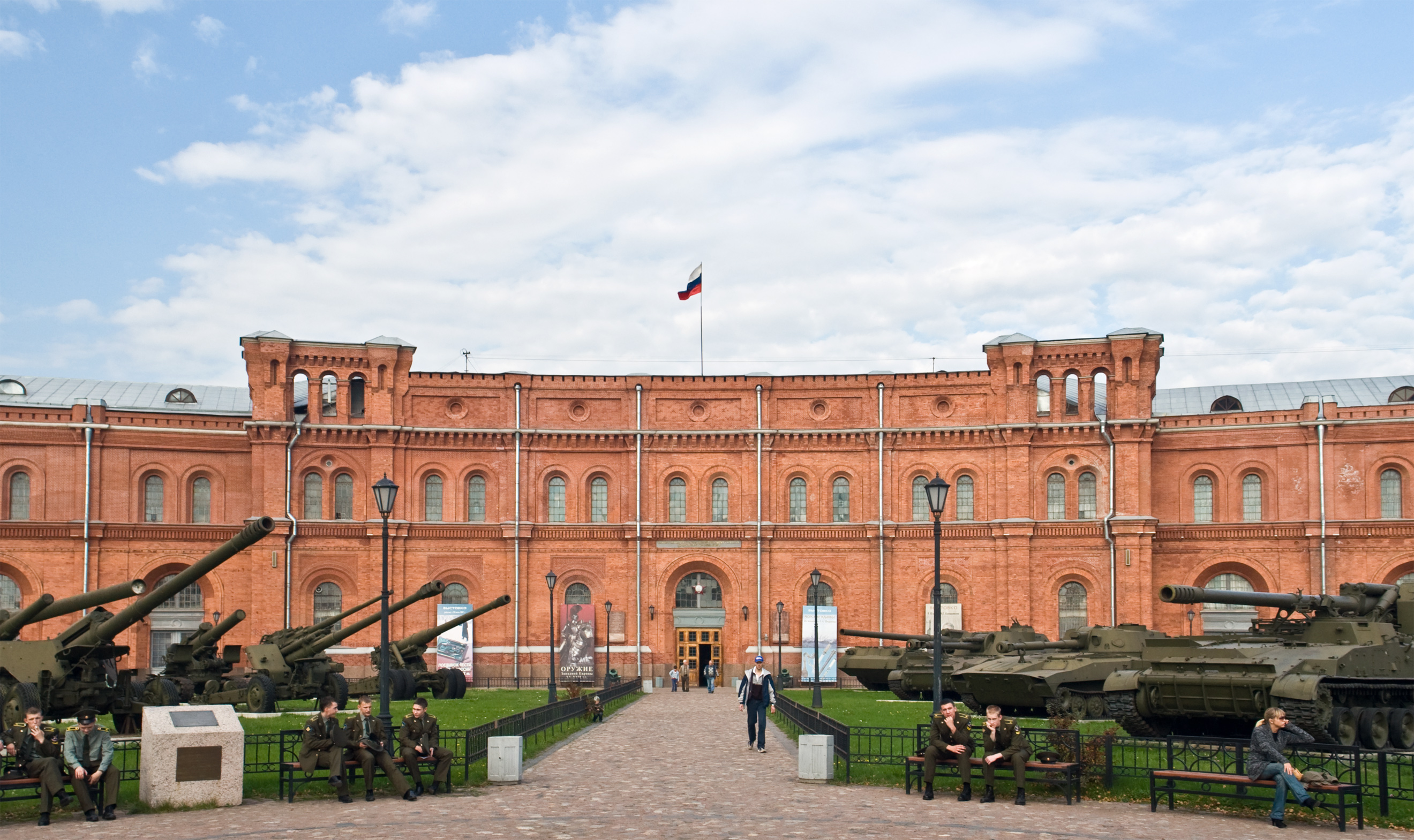
Haupteingang im Mitteltrakt

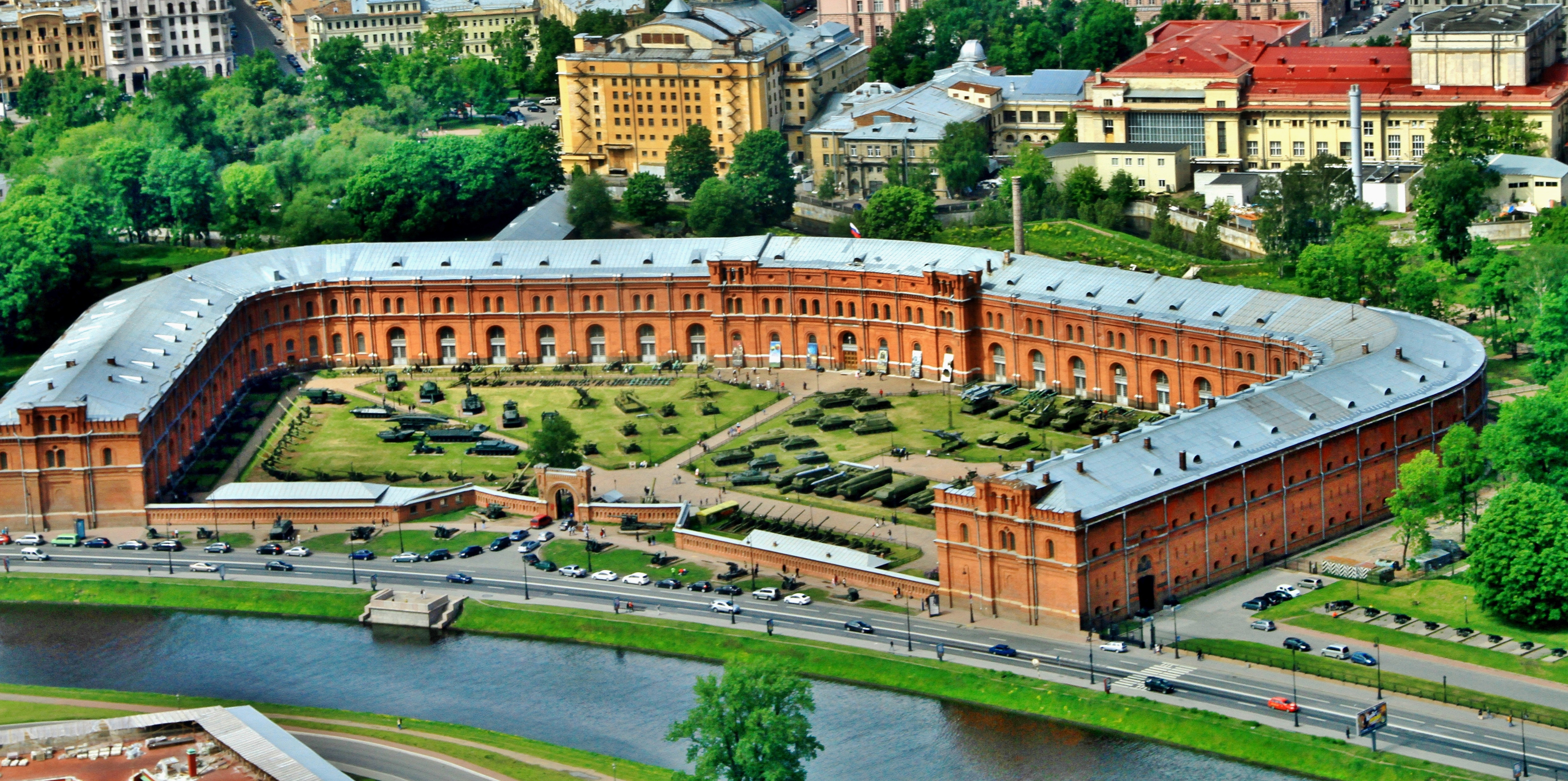
Luftansicht

Das Militärgeschichtliche Museum der Artillerie, des Ingenieurwesens und der Nachrichtentechnik (russisch Военно-исторический музей артиллерии, инженерных войск и войск связи, Wojenno-istoritscheski musei artillerii, inschenernych woisk i woisk swjasi) ist ein Militärmuseum in Sankt Petersburg und das älteste seiner Art in Russland.

## Geschichte
Das Museum ist im neuen Arsenal untergebracht, das sich im Kronwerk der Peter-und-Paul-Festung befindet. Der Beginn der Institution geht zurück auf das Jahr 1703 als Zar Peter der Große anordnete, alte Kanonen im Zeughaus von Sankt Petersburg am Liteiny Prospekt zu sammeln und „für immer“ zu bewahren. Das kann man als die Anfänge der Sammlung bezeichnen. Offiziell wurde 1756 hier das Museum eingerichtet. Bis 1868 verblieb es in dem Gebäude. Nachdem in diesem Jahr das neue Arsenal für diese Zwecke zur Verfügung gestellt worden war, zog die Sammlung dorthin um. Der heutige Name stammt aus dem Jahre 1965, bis dahin hieß es nur „Artillerie-Museum“. So lagern hier mehrere Kanonen des Artillerie-Gießmeisters Andrei Tschochow (1545 bis 1629), der auch für die Herstellung der Zarenkanone verantwortlich war.

## Sammlungen
Heute sind in 13 Sälen und auf einer Gesamtfläche von 17.000 m² mehr als 850.000 Exponate ausgestellt, dazu zählen Gewehre, Schwerter, Pionierausrüstungen, Fernmeldegerät, Fahnen, Uniformen, Rüstungen, Bilder und Gemälde von Schlachten sowie Orden. Auf den Gängen des Museumsgebäudes sind mehr als 200 Geschütze, Raketenwerfer und ähnliches zu sehen. Dazu ein Ehrenmal für die Dekabristen, die 1826 an diesem Ort hingerichtet wurden. Im Außenbereich finden sich moderne Raketensysteme. Die Ausstellungen decken die Zeit vom 15. Jahrhundert bis heute ab. Seit 1918 wurden die Museen von 27 Regimentern der russischen Armee hier eingegliedert.
In den Archiven lagern etwa 215.000 Dokumente, 100.000 militärische Fachbücher, 90.000 Photo-Negative und Dia-Positive.
Der Bestand setzt sich zusammen aus:
- Exemplaren heimischer (russischer und sowjetischer) Produktion
- im Zuge der Aufrüstung im Ausland gekaufte Waffen und Gerät
- durch Hilfslieferungen in das Land gelangte Gegenstände (Leih- und Pachtgesetz)
- Geschenken aus dem Ausland und von Sammlungen
- Beutegegenständen in nicht unerheblichen Ausmaß
- möglicherweise angekauften Stücken (für ein Museum dieser Größe nichts ungewöhnliches)

Der Brockhaus-Efron (russisch Энциклопедический словарь Брокгауза и Ефрона) (Enziklopeditscheski slowar Brokgausa i Jefrona) schrieb über das Museum:

„Das Artilleriemuseum in St. Petersburg ist aus historischer Sicht eines der schönsten Depots von Waffen, Geräten und einer Vielzahl anderer Objekte der Artillerie. Die Sammlung des Museums ist auf zwei Etagen angeordnet, auf einer wird die Geschichte der russischen Bewaffnung und Artillerie ab dem Ende des XIV. Jh. bis zum heutigen Tag gezeigt, auf der anderen sind hauptsächlich die Trophäen von Kriegen des XVIII. Jh. ausgestellt. Es gibt auch Gegenstände der Geschichte, die zufällig hierher gebracht wurden, wie die Uniformen von Peter I., Peter III., Katharina II., Alexander I., Nikolaus I.; der Sattel von Iwan dem Schrecklichen, das Wams von Peter dem Großen; die mit der Bagage von Friedrich II. von Preußen erbeuteten Uniformen und andere persönlichen Utensilien; die Totenmaske von Suworow; die Uniform, die Michail Andrejewitsch Miloradowitsch während seiner Ermordung am 14. Dezember 1825 trug; der Stuhl und der Stock von Rasin usw.“

## Ausstellungsstücke
Ohne Anspruch auf Vollständigkeit

### Außenbereich

#### Geschütze
- 47-mm-Canon Hotchkiss auf Feldlafette (QF 3-Pfünder)
- 57-mm-Panzerabwehrkanone ZIS-2
- 76-mm-Divisionskanone M1933
- 76-mm-Divisionskanone USV M1936 (F-22)
- 76-mm-Divisionskanone M1942 ZIS-3
- 85-mm-Panzerabwehrkanone D-44
- 85-mm-Panzerabwehrkanone D-48
- 100-mm-Panzerabwehrkanone T-12
- 100-mm-Panzerabwehrkanone MT-12
- 100-mm-Feldkanone M1944 (BS-3)
- 107-mm-Kanone M1910/30
- 107-mm-Kanone M-60
- 122-mm-Kanone M1931/37 (A-19)
- 122-mm-Haubitze M1909/37
- 122-mm-Haubitze M1938 (M-30)
- 122-mm-Haubitze D-30
- 127-mm BL 60-Pfünder
- 130-mm-Kanone M-46
- 6-inch Belagerungskanone M1904 (152-mm)
- 152-mm-Kanone M1910/34
- 152-mm-Kanonenhaubitze M1937 (ML-20)
- 152-mm-Haubitze M1909/30
- 152-mm-Kanone M1935 (Br-2)
- 152-mm-Haubitze M1938 (M-10)
- 152-mm-Haubitze M1943 (D-1)
- 152-mm-Haubitze D-20
- 152-mm-Kanone M-47
- Canon de 155C M1915 St.Chamond
- 160-mm-Mörser M-160
- 180-mm-Kanone S-23
- BL 8-inch-Haubitze Mk VI (203-mm)
- 203-mm-Haubitze B-4M
- 210-mm-Kanone M1939 (Br-17)
- 240-mm-Mörser M-240
- 280-mm-Mörser M1938 (Br-5)
- 2A36-Kanone
- 2A65-Haubitze Msta-B
- 305-mm-Haubitze M1915
- 305-mm-Haubitze M1939 (Br-18)

#### Artillerie-Selbstfahrlafetten
- 2B1 Oka (420-mm)
- 2S1 Gvozdika (122-mm)
- 2S19 Msta-S (152-mm)
- 2S3 Akatskiya (152-mm)
- 2S5 Giatsint-S (152-mm)
- 2S7 Pion (203-mm)
- 2S9 Nona-S (120-mm-Mörser)
- ISU-122 (122-mm-Sturmgeschütz)
- ISU-152 (152-mm-Sturmgeschütz)
- SU-76M (76-mm-Panzerjäger)
- SU-100 (100-mm-Jagdpanzer)

#### Raketenwerfersysteme
- 2P129 Tochka (Transport- & Abschuss-Fahrzeug Rakete 9K79)
- 2P16 Luna (Ketten-Transport- & Abschuss-Fahrzeug Rakete 2K6)
- 2P19 Elbrus (Ketten-Transport- & Abschuss-Fahrzeug Rakete 9K72)
- 9A52 Smerch (BM-30 Werfer - MLRS 300-mm-Rakete 9K55)
- 9P113 Luna-M (Transport- & Abschuss-Fahrzeug Rakete 9K52)
- 9P117 Elbrus (Rad-Transport- & Abschuss-Fahrzeug Rakete 9K72)
- 9P120 Temp-S (Transport- & Abschuss-Fahrzeug Rakete 9K76)
- 9P140 Uragan (BM-27 Rad-Werfer - MLRS 220-mm-Rakete 9M27)
- 9P71 Oka (Transport- & Abschuss-Fahrzeug)
- 9T29 Luna-M (Munitionsfahrzeug - Rakete 9K52)
- 9T452 Uragan (Munitionsfahrzeug - 9K57 MLRS)

#### Flugabwehrsysteme
- 2P24 Krug (Ketten-Transport- & Abschuss-Fahrzeug Flugabwehrrakete 2K11)
- 2P25 TEL (Ketten-Transport- & Abschuss-Fahrzeug Flugabwehrrakete 3M9)
- 2K22 Tunguska (Flugabwehrpanzer)
- 9A33 Osa (Flugabwehrsystem Rad)
- 9A330 Tor (Ketten-Transport- & Abschuss-Fahrzeug Flugabwehrrakete 9M330)
- 9P31 Strela-1 (Flugabwehrsystem Rad)
- 9A35 Strela (Flugabwehrsystem Kette)
- SM-63 mit Rakete B-750
- 5V11 mit Rakete V-400

#### Panzer
- T-80
- M4 A2 (76) Sherman

#### Sonstiger Fahrzeuge
- 9P110 Malyutka (Amphibisches, gepanzertes Panzerabwehr-Fahrzeug)
- 9P133 Malyutka-P (Amphibisches, gepanzertes Panzerabwehr-Fahrzeug)
- 9P137 Flejta (Amphibisches, gepanzertes Panzerabwehr-Fahrzeug)
- 9P148 Konkurs (Amphibisches, gepanzertes Panzerabwehr-Fahrzeug)
- 9P149 Shturm-S (Gepanzertes Ketten-Panzerabwehr-Fahrzeug)
- BAT-M (Ketten-Pionierfahrzeug)
- BTM (Grabenbagger Kette)
- BMD-1KSh (Amphibisches, gepanzertes Kettenfahrzeug)
- BTR-50PU (Amphibisches, gepanzertes Kettenfahrzeug)
- GAZ-63 Ponton-Trägerfahrzeug
- ZIL-157 Ponton-Trägerfahrzeug
- GMZ-2 (Mechanischer Minenleger Kette)
- IMR Räum- und Bergepanzer
- IRM (Amphibisches, gepanzertes Pionierfahrzeug)
- MDK-2 (Grabenfräse Kette)
- MTU-12 Brückenleger
- PTS (Amphibischer, gepanzertes Kettenfahrzeug)
- PMR-3 (Minenverlege-Anhänger)
- PKP (Amphibischer Anhänger für PTS)

### Innenbereich

#### Geschütze
- Fünfschuss-Orgelbüchse
- 17,5-mm-Dampfkanone (Prototyp)
- 1/2-Pfünder-Schiffskanone 1847
- 3/4-Pfünder-Kanone (34-mm / Pugatschews Kanone)
- 3/4-Pfünder-Kanone M1812 (40-mm)
- 37-mm-Panzerabwehrkanone Typ 94 (Japanisches Kaiserreich)
- 45-mm-Panzerabwehrkanone M1937
- 76-mm-Divisionskanone M1902/30
- 76-mm-Kasematten-Kanone L-17
- 76-mm-Divisionskanone M1936 (F-22)
- 76-mm-Divisionskanone M1942 ZIS-3
- 76-mm-Regimentskanone M1943
- 3-Zoll-Paradekanone 1709
- 3-Zoll-Schiffskanone M1833 (77-mm)
- 80x230-mm-Versuchskanone 1722
- 4-Pfünder-Kanone (87-mm)
- 8,8-cm-Panzerabwehrkanone 43/41 (Deutsches Reich)
- 6-Pfünder-Kanone Modell 1805 (95-mm)
- 120-mm-Leichte Feldkanone M1850 - Oberst Baumgarts
- 120-mm-Granatwerfer M1943
- 121-mm-Kleine Kanone M1805
- 122-mm-Haubitze M1938
- 150-mm-Bronzehaubitze (18.Jahrhundert)
- 8-inch Mörser M1877 (152-mm)
- 60-Pfünder-Festungskanone M1857 (197-mm)
- 11-inch Küstenmörser M1867 (279-mm)

#### Raketenwerfer
- 15-cm-Nebelwerfer 41 (Deutsches Reich)
- 15-Rohr-Nebelwerfer (Deutsches Reich ?)
- BM-25 (2K5 Korschun - Rad-MLRS - 250-mm-Rakete 3R7)
- BMD-20 (8U33 - Rad-MLRS - 200-mm-Rakete MD-20F)

#### Flugabwehrwaffen
- 7,62-mm-Fla-Vierlings-MG M1931
- 20-mm-Flugabwehrkanone 28 (Oerlikon) (Schweiz / Deutsches Reich)
- 37-mm-Flugabwehrkanone M1939
- 85-mm-Flugabwehrkanone M1939 (52-K)
- 85-mm-Flugabwehrkanone M1944

#### Automatische Waffen
- 4,2-mm-Revolver-Maschinengewehr
- 30-mm-Granatwerfer AGS-17
- 30-mm-Flugzeugkanone NR-30

#### Sonstige Objekte
- Leichte Artillerieprotze (vor 1805)
- OB-25 Leichte Protze
- Radar-Flugabwehr-Scheinwerfer-Anhänger
- 85-mm-Panzerkanone M1944